# Пенхолл, Брюс
Брюс Пенхолл (англ. Bruce Penhall; род. 10 мая 1957, Бальбоа-Айленд, Ньюпорт-Бич, Ориндж, Калифорния, США) — американский спидвейный гонщик и актёр. За свою короткую карьеру гонщика-мотоциклиста, длившуюся всего четыре года, он стал двухкратным чемпионом мира по спидвею. Пенхолл объявил о своём уходе из мотоспорта в ту же ночь 1982 года, когда выиграл свой второй чемпионат мира, перед толпой фанатов возле Мемориального колизея Лос-Анджелеса.
В 2011 году был включен в Зал славы мотоспорта США.

## Актёрская карьера
Сразу после ухода из мотоспорта Брюс Пенхолл начал сниматься в кино. После одной из главных ролей в итальянском слэшере Руджеро Деодато «Отсчёт тел», стал регулярно играть в фильмах Энди Сидариса.

## Личная жизнь
Сын Пенхолла, Коннор (род. 1990), погиб по вине пьяного водителя в 2012 году. Впоследствии Брюс сделал себе татуировку в память о сыне.

## Избранная фильмография
| Год  |   | Русское название     | Оригинальное название | Роль          |
| ---- | - | -------------------- | --------------------- | ------------- |
| 1986 | ф | Отсчёт тел           | Body Count            | Дэйв Кэллоуэй |
| 1988 | ф | Спинорог Пикассо     | Picasso Trigger       | Хондо         |
| 1991 | ф | Победить или умереть | Do or Die             | Брюс Кристиан |
| 1993 | ф | Золото врага         | Enemy Gold            | Брюс Кристиан |